# Партія комуністів Республіки Молдова
Па́ртія комуні́стів Респу́бліки Молдо́ва (рум. Partidul Comuniştilor din Republica Moldova) — молдовська проросійська політична партія. З 1998 є найбільшою партією в складі молдавського парламенту. В 2001 — 2009 роках перебувала при владі в країні, володіючи більшістю місць в парламенті. Єдина комуністична партія в країнах колишнього СРСР, яка спромоглася стати правлячою.

## Історія партії
Заснована в жовтні 1993 на установчій конференції, в якій брали участь 179 делегатів. Фактично була правонаступницею Комуністичної партії Молдавії. З моменту заснування партію очолює Володимир Воронін. ПКРМ бере участь у молдавських виборах починаючи з місцевих виборів 1995 . За результатами парламентських виборів 1998 отримує 40 мандатів з 101. На парламентських виборах 25 лютого 2001 отримала 50,07% голосів і 71 місце в Парламенті Молдови (з 101), що дозволило ПКРМ сформувати уряд і обрати Президентом Республіки Молдова свого першого секретаря Володимира Вороніна. Після цього на IV з'їзді ПКРМ 22 квітня 2001 система керівництва партією була реформована, і Володимир Воронін зайняв пост Голови ПКРМ, а Секретарями Центрального комітету ПКРМ стали Віктор Степанюк, Валерій Сава. У 2006 році секретарем ЦК ПКРМ також став Марк Ткачук.
На виборах 6 березня 2005 ПКРМ набрала 45,98% голосів (56 місць у парламенті), утримавши, тим самим, більшість місць, але втративши можливість обрання Вороніна президентом на другий термін тільки партійними голосами.
На виборах 5 квітня 2009 ПКРМ набрала 49,48% голосів (60 місць в парламенті), утримавши, тим самим, більшість місць, але втративши можливість обрання президента. Опозиція ігнорувала вибори президента, тим самим спровокувала дострокові парламентські вибори, які відбулися 29 липня 2009. На цих виборах за ПКРМ свої голоси віддало 44,7% виборців (48 місць у парламенті).
15 грудня 2009 парламентську фракцію ПКРМ залишили 4 депутати: В. Цуркан, В. Степанюк, В. Гузнак і Л. Бельченкова. Двоє з них були членами партії (Степанюк і Гузнак), а двоє пройшли за списками ПКРМ, але були безпартійними (Цуркан, Бельченкова). Тепер вони незалежні депутати.

## Програма партії
У програмі ПКРМ заявляється про прихильність цінностям комунізму і інтернаціоналізму. Аж до виборів 2001 серед головних напрямків політики ПКРМ значилося зближення з Росією, проте у міру перебування комуністів при владі в їх діяльності стали посилюватися акценти на європейську інтеграцію і зближення з Євросоюзом.

### Програма партії на парламентських виборах 2009 року
У програму партії на період 2009-2013 рр. входить чотири стратегічні пріоритети:
- побудова соціальної держави,
- економічне оновлення,
- інтеграційна відкритість,
- безпека країни і громадянська єдність.

## Партійна газета
Офіційним друкованим органом Партії комуністів є газета «Комуніст». Виходить щотижня. Має тематичні та районні програми.